# Futura
Futura — типовий представник гротескного шрифту, створений між 1924 і 1926 роком німецьким дизайнером Паулем Реннером. Відображає в собі вплив конструктивізму та німецької школи Баухаус.

## Історія

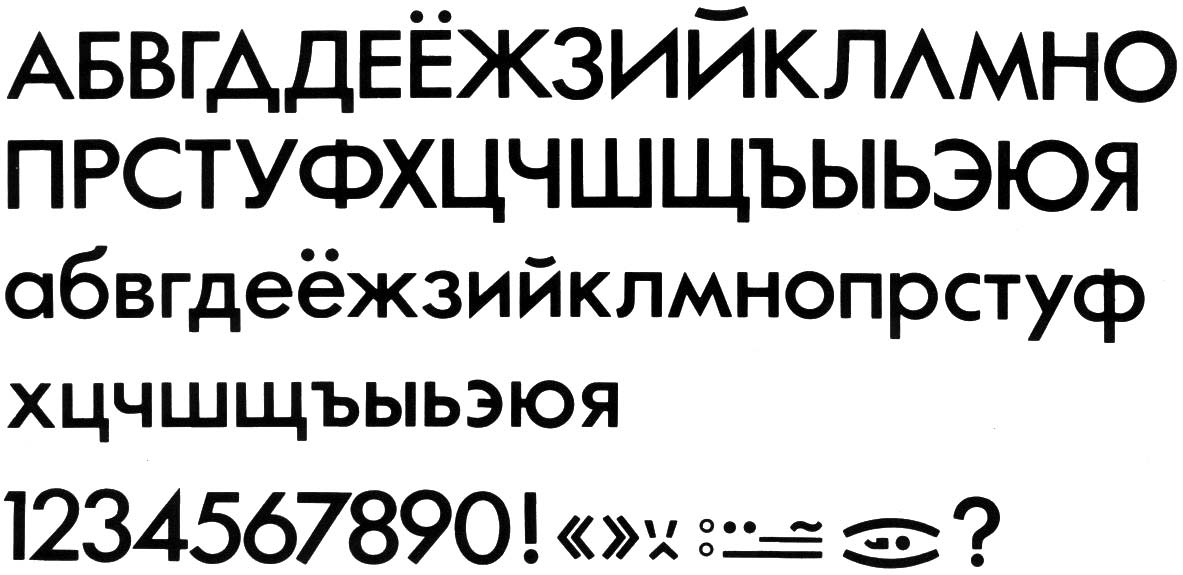
Кириличний варіант шрифту Futura, зроблений для літніх Олімпійських ігор у Москві 1980

У 1924 році німецький видавець Якоб Хегнер замовив художнику  Паулю Реннеру шрифт, який був задуманий як «шрифт майбутнього». Перші ескізи були невдалими, оскільки літери представляли поєднання простих геометричних форм, мали неприродний вигляд і тому текст, набраний футурою не сприймався.
Кириличний варіант Футура Медіум був створений для літніх Олімпійських ігор 1980 року в Москві.